# Bošamarin
Bošamarin este o localitate din comuna Koper, Slovenia, cu o populație de 395 de locuitori.